# Сапиновка
Сапиновка — деревня в Усольском районе Иркутской области России. Входит в состав Тельминского муниципального образования. Находится примерно в 16 км к юго-западу от районного центра.

## Население
По данным Всероссийской переписи, в 2010 году в деревне проживало 45 человек (25 мужчин и 20 женщин).